# Мартін Бурлас
Мартін Бурлас (нар. 23 жовтня 1955, Братислава) — словацький композитор.

## Біографія
Навчаючись у гімназії 1971-1975-х роках, Мартін Бурлас відвідував приватні уроки Марії Масарикової з фортепіано, а також уроки композиції Юрая Гатрика. У 1975-1980-х роках навчався за спеціальністю «Композиція» в Братиславській Вищій школі виконавчого мистецтва (курс Яна Циккера). Після закінчення 6 років працював звукорежисером у видавництві Опус та 7 років на Словацькому радіо. У 1986 році заснував музичний колектив Mathews, пізніше — колектив Maťkovia.
Був учасником таких музичних гуртів як Veni Ensemble, Sleepy Motion, Vitebsk Broken (спільно з Петером Махайдиком), Bezmocná hŕstka; спільно з Любомиром Бургром, Зузаною Піусі та Даніелем Салонтаєм заснував гурт Dogma. У 2000 році разом з Любомиром Бургром, Інге Грубачовою, Маріушом Копчаєм і Монікою Чертезні заснував Асоціацію «За сучасну оперу».
Спільно з Даніелем Матеєм і Яном Болеславом Клавдіво є членом тріо сучасної музики OVER4tea.

## Дискографія
- 1993 — гурт Sleepy Motion (Бурлас, Балаж, Піусі, Махайдик, Чудай, Загар, Шкута, Сметанова) — Broken (zoon records)
- 1996 — гурт Bezmocná hŕstka — Usual Songs (Silberman)
- 1997 — гурт Bezmocná hŕstka — Closed Society (Silberman)
- 1998 — Мартін Бурлас — ažký rok (Silberman)
- 1997 — гурт Bezmocná hŕstka — Platňa pre dospelé deti (Silberman)
- 2001 — Šina — Martin Burlas — Master a Margaréta (Slnko Records SR 0003)
- 2005 — Мартін Бурлас — Koniec sezóny (Millennium records & publishing, 834035-2)